# Академик Ломоносов

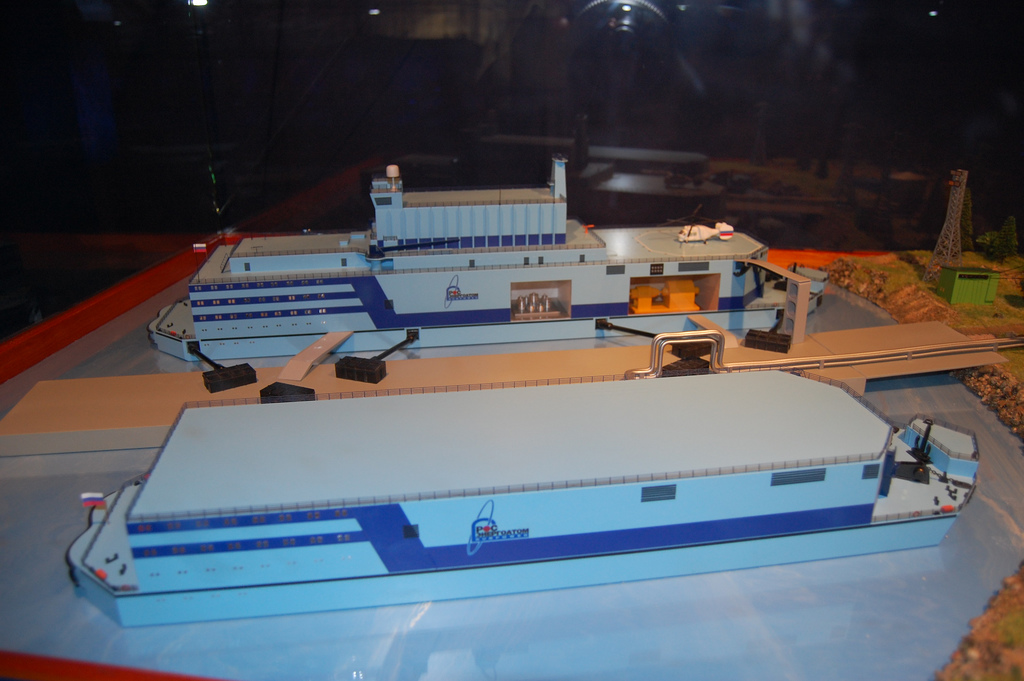
Макет ПАТЭС «Академик Ломоносов» (на заднем плане)

«Академик Ломоносов» — российская плавучая атомная теплоэлектростанция (ПАТЭС) проекта 20870, находящаяся в порту города Певек (Чаунский район, Чукотского автономного округа), самая северная АЭС в мире.
ПАТЭС состоит из плавучего энергетического блока (ПЭБ), береговой площадки с сооружениями, обеспечивающими выдачу электрической и тепловой энергии потребителям, а также гидротехнических сооружений, обеспечивающих безопасную стоянку ПЭБ в акватории.
Проект плавучих АЭС реализовывался с 2007 года; первая ПАТЭС серии сдана в промышленную эксплуатацию 22 мая 2020 года.

## Описание станции

### Плавучий энергоблок
Плавучая атомная теплоэлектростанция предназначена для получения электрической и тепловой энергии. Также ПАТЭС может быть использована для опреснения морской воды (оценочно от 40 до 240 тыс. м³ пресной воды в сутки).
Плавучий энергетический блок предназначен для работы в составе атомной теплоэлектростанции малой мощности и обеспечивает в номинальном режиме выдачу в береговые сети 60 МВт электроэнергии и до 50 Гкал/ч тепловой энергии для нагрева теплофикационной воды. Электрическая мощность, выдаваемая в береговую сеть без потребления берегом тепловой энергии, составляет около 70 МВт. В режиме выдачи максимальной тепловой мощности около 145 Гкал/ч электрическая мощность, выдаваемая в береговую сеть, составляет порядка 30 МВт. ПЭБ сможет обеспечивать электроэнергией населенный пункт с численностью населения около 100 000 человек.
Плавучий энергоблок представляет собой несамоходное судно стоечного типа с двойным дном и двойными бортами, с развитой надстройкой, предназначенной в носовой и средней частях для размещения энергетического оборудования, а в кормовой части — жилого блока.
В состав энергетической установки ПЭБ входят две реакторные установки КЛТ-40С разработки ОКБМ им. Африкантова, две паротурбинные установки производства ОАО Калужский турбинный завод (ОАО «КТЗ»), вспомогательные системы и оборудование.
Основные характеристики ПЭБ:
- длина по кильватерной линии — 140,0 м;
- длина наибольшая — 144,2 м;
- ширина наибольшая — 30,0 м;
- высота борта до ВП — 10,0 м;
- осадка по КВЛ — 5,5 м;
- водоизмещение — 21 560 т.

Назначенный срок службы ПЭБ составляет 35—40 лет с ежегодным техническим обслуживанием и текущим ремонтом отдельного оборудования, которые выполняются без вывода ПЭБ из эксплуатации, и заводским (средним) ремонтом через 10—12 лет эксплуатации.
На ПЭБ предусматривается размещение обслуживающего персонала в количестве около 70 человек. Для этого предусмотрены жилые каюты, столовая, салон отдыха, библиотека, спортивный комплекс (спортивный зал, тренажерный зал, бассейн, сауна, баня), магазин, прачечная и др. Для приготовления пищи и хранения продуктов предусмотрены камбузный и провизионный блоки. Для оказания первой медицинской помощи предусмотрена амбулатория.

### Оптимизированный проект
Росатом разработал проект оптимизированного плавучего атомного энергоблока (ОПЭБ). Вместо использования реакторной установки КЛТ-40С на ОПЭБ предполагается использовать две модернизированные реакторные установки РИТМ-200. Это позволит увеличить мощность плавучей АЭС до 100 МВт, а срок использования одной загрузки ядерным топливом до 10 лет.

### Береговая инфраструктура
Береговые сооружения ПАТЭС, предназначенные для приёма и распределения выдаваемой с ПЭБ электроэнергии и горячей воды (для отопления города) расположены в Певеке Чукотского автономного округа. Для защиты ПЭБ в период эксплуатации от морского волнения и навала дрейфующих льдов предусмотрен защитный мол-причал, который представляет собой преграду сплошного типа с пропускными отверстиями для обеспечения нормальных для эксплуатации ПЭБ гидротермических параметров акватории.

### Стоимость проекта
Изначально полная стоимость строительства ПАТЭС оценивалась в 9,1 млрд рублей. В процессе строительства стоимость станции многократно возросла и по состоянию на 2015 год оценивалась уже в 37,3 млрд рублей с учётом береговой инфраструктуры — из этой суммы на неё потрачено около 7 млрд рублей.

## История строительства

### Проектирование
Проектирование АЭС малой мощности началось в СССР в 1970-х годах.
С 1974 года на Чукотке работает Билибинская АЭС малой мощности.
Активное участие в разработке этих проектов принимало ОКБМ в Горьком. На основе опыта создания и эксплуатации судовых и корабельных реакторов в ОКБМ разрабатывается ряд проектов реакторных установок для автономных атомных энергоисточников малой мощности в диапазоне от 6 до 100 МВт. Наиболее готовые к реализации проекты малой мощности АБВ-6Э и КЛТ-40С предполагают размещение атомной энергетической установки на суше и на несамоходных плавучих средствах.

### Хроника строительства
- 19 мая 2006 г. победителем тендера на строительство ПЭБ объявлено предприятие АО «ПО „Севмаш“» (Северодвинск, Архангельская область).
- 15 апреля 2007 г. на «Севмаше» заложен плавучий энергоблок «Академик Ломоносов». Сроком окончания строительства называется 2010 год.
- В августе 2008 г. из-за неоднократного переноса сроков строительства принято решение о передаче работ на АО «Балтийский завод» в Санкт-Петербурге.
- В мае 2009 г. на АО «Балтийский завод» доставлен первый из двух реакторов КЛТ-40с. Второй реактор доставлен в августе 2009 года.
- 30 июня 2010 г.: спуск на воду ПЭБ, начало достройки на плаву.
- 15 сентября 2011 г. проект размещения ПАТЭС в Певеке получил положительное заключение государственной экологической экспертизы[6].
- 27 сентября и 1 октября 2013 г. 220-тонные парогенерирующие блоки, изготовленные по проекту АО «ОКБМ им. Африкантова» были транспортированы из эллинга цеха № 6 Балтийского завода к достроечной набережной, где их погрузили в отсеки ПЭБ.
- 4 октября 2016 г. началось строительство береговой инфраструктуры ПАТЭС[7]
- С 28 апреля по 19 мая 2018 г. ПЭБ «Академик Ломоносов» отбуксирован к месту проведения комплексных испытаний на базу «Атомфлота» в Мурманске[8][9].
- 24 июля 2018 г. начало загрузки ядерного топлива.
- 2 ноября 2018 г. произведён физический пуск реактора № 1; 20 ноября произведён физический пуск реактора № 2.
- 31 марта 2019 г. первая и вторая реакторные установки выведены на 100 % мощность[10].
- 24 апреля 2019 г. завершились комплексные испытания ядерной энергетической установки[10].
- 26 июня 2019 г. Ростехнадзор дал разрешение на эксплуатацию ПЭБ до 2029 года[11][12].
- 23 августа 2019 г. была начата буксировка плавучего энергоблока «Академик Ломоносов» по Северному морскому пути из порта Атомфлота в Мурманске до Певека, на расстояние 5000 км. Операция проводилась двумя буксирами и ледоколом «Диксон».
- 9 сентября 2019 г. ПЭБ досрочно (прибытие ожидалось во второй половине сентября) прибыл в Певек[13][14]. 15 сентября плавучий энергоблок взят под охрану сотрудниками Росгвардии[15].
- 19 декабря 2019 г. теплоэлектростанция выдала первую электроэнергию в изолированную сеть Чаун-Билибинского узла Чукотского автономного округа и символично зажгла городскую ёлку[16][17].
- 22 мая 2020 г. ПАТЭС «Академик Ломоносов» введена в промышленную эксплуатацию[18]. 30 июня тепло от плавучей АЭС впервые подано в городскую тепловую сеть города Певека[19].
- 24 ноября 2023 года специалисты Росатома приступили к перегрузке ядерного топлива на ПАТЭС «Академик Ломоносов»[20].

## Подготовка персонала
В 2007 году между ректоратом Нижегородского государственного технического университета и Федеральным агентством по атомной энергетике достигнута договорённость, что техуниверситет станет базовым вузом по подготовке специалистов по разработке и эксплуатации плавучих АЭС.
Подготовка персонала для ПАТЭС ведётся в учебно-тренировочном подразделении ПАТЭС на базе Санкт-Петербургского филиала АНО ДПО «Техническая академия Росатома».

## Безопасность
Станция разработана с большим запасом прочности для противодействия внешним угрозам. По словам руководителя дирекции по сооружению и эксплуатации плавучих атомных теплоэлектростанций «Росэнергоатома» Виталия Трутнева безопасность была главным приоритетом при сооружении ПАТЭС, поэтому набор мощности реакторной установки происходил поэтапно, с проведением необходимых испытаний оборудования станции для её дальнейшей безопасной эксплуатации.

## Перспективы
Изначально при разработке проекта ПАТЭС рассматривались варианты размещения станции в Северодвинске Архангельской области и Вилючинске на Камчатке.
В 2015 году представители Росатома говорили, что намерены построить не менее семи плавучих АЭС. Госкорпорация уже работает над вторым поколением плавучих атомных станций. Она планирует оптимизировать плавучий энергоблок, сделав его меньше и мощнее. Предполагается, что он будет оснащен двумя реакторами типа РИТМ-200M общей мощностью 100 МВт. Также «Росатом» планирует экспортировать технологию и ведёт переговоры с потенциальными покупателями из Латинской Америки, Африки и Азии.
30 августа 2022 года в Китае состоялась закладка корпуса первого атомного плавучего энергоблока (ПЭБ) в арктическом исполнении на базе реакторных установок РИТМ-200. Корпуса первых двух энергоблоков из четырёх запланированных к производству будут изготовлены в Китае в связи с загруженностью отечественных верфей. Достройка и установка энергетического оборудования будут производиться на отечественной верфи. По плану корпус будет доставлен в Россию до конца 2023 года.
Длина корпуса — 140 м, ширина — 30 м, вес корпуса без оборудования — 9549 тонн, с оборудованием — 19088 тонн. На энергоблоке будут установлены два реактора РИТМ-200С с установленной суммарной электрической мощностью 106 МВт. Реакторы являются модульными, то есть сам реактор, парогенераторы и циркуляционные насосы выполнены в одном корпусе, полностью изготавливаемом на заводе. Параллельно со строительством корпуса идёт изготовление оборудования ядерной энергетической установки. Заготовки корпуса реактора отливаются под Петербургом на «АЭМ-Спецсталь», мехобработка и финальная сборка корпуса производятся на подмосковном заводе «ЗиО-Подольск».

## Критика проекта
Станция критикуется за крайне высокую стоимость, что вызывает сомнения в её окупаемости. Во время старта проекта в 2007 году министр экономического развития и торговли Герман Греф отметил:

Стоимость одного киловатта установленной мощности плавучей атомной станции (ПАТЭС) — $7200. Это никогда не окупится. Это в семь раз выше, чем в теплогенерации.

За время продолжительного (12 лет) строительства ПАТЭС её стоимость значительно увеличилась по сравнению с оценками 2007 года. По состоянию на 2016 год стоимость проекта оценивалась примерно в 30 млрд рублей, из которых 22 млрд - сама ПАТЭС и более 7 млрд - необходимые для её эксплуатации береговые сооружения.
Технологический цикл ПАТЭС подразумевает 12-летнюю кампанию, после чего плавучий энергоблок необходимо отбуксировать на специализированное предприятие для среднего ремонта и перегрузки ядерного топлива, на что отводится год. В результате ПАТЭС не может быть единственным источником энергоснабжения и требует строительства резервного энергоисточника, обеспечивающего снабжение потребителей электроэнергией и теплом в то время, когда ПАТЭС проходит ремонт и перезагрузку топлива. Для резервирования ПАТЭС в Певеке запланировано строительство новой ТЭЦ мощностью 48 МВт, ориентировочной стоимостью 18,9 млрд рублей.
Из-за территориальной удалённости Певека от Билибино ПАТЭС не сможет в полной мере заместить выводимую из эксплуатации Билибинскую АЭС (в первую очередь, в части теплоснабжения Билибино). В связи с этим в Билибино запланировано строительство резервной дизельной электростанции мощностью 24 МВт и водогрейной котельной, работающей на дизельном топливе общей стоимостью 13,1 млрд рублей. Кроме того, для выдачи мощности ПАТЭС в район Билибино необходимо строительство линий электропередачи стоимостью 30,2 млрд рублей.

## Реакторы
| Реактор              | Тип реакторов                                | Тепловая мощность, МВт | Электрическая мощность, МВт | Электрическая мощность, МВт | Начало строительства | Физический пуск | Подключение к сети | Ввод в эксплуатацию | Закрытие |
| Реактор              | Тип реакторов                                | Тепловая мощность, МВт | Чистая                      | Брутто                      | Начало строительства | Физический пуск | Подключение к сети | Ввод в эксплуатацию | Закрытие |
| -------------------- | -------------------------------------------- | ---------------------- | --------------------------- | --------------------------- | -------------------- | --------------- | ------------------ | ------------------- | -------- |
| Академик Ломоносов-1 | КЛТ-40С (водо-водяной с водой под давлением) | 150                    | 32                          | 38                          | 15.04.2007           | 02.11.2018      | 19.12.2019         | 22.05.2020          |          |
| Академик Ломоносов-2 | КЛТ-40С (водо-водяной с водой под давлением) | 150                    | 32                          | 38                          | 15.04.2007           | 20.11.2018      | 19.12.2019         | 22.05.2020          |          |

## Участники проекта
- «Росатом» — заказчик
- АО «Атомэнерго» — генеральный проектировщик ПАТЭС
- ОАО ЦКБ «Айсберг» — генеральный конструктор плавучего энергоблока
- АО «Балтийский завод» — изготовление судна
- АО «ОКБМ им. Африкантова» — комплектный поставщик реакторных установок
- ОАО «Калужский турбинный завод» — изготовление паротурбинных установок
- ООО «Титан Инжиниринг» — изготовление здания общеподстанционного пункта управления